# موریس وردونک
موریس وردونک (انگلیسی: Maurice Verdonck؛ ۴ دسامبر ۱۸۷۳ – نامشخص) قایقران روئینگ اهل بلژیک بود.
وی در مسابقات کشوری و بین‌المللی در مجموع برندهٔ ۱ مدال طلا، ۱ مدال نقره شده‌است.